# Каякент
Каяке́нт (кум. Къаягент) — село в Каякентском районе Республики Дагестан. Образует муниципальное образование Сельсовет «Каякентский».

## География
Крупное селение, расположенное на левом берегу реки Гамриозень, в 10 км от побережья Каспийского моря и в 75 км к юго-востоку от Махачкалы.
Ближайшая железнодорожная станция Каягент, расположенная в районном центре Новокаякент, в 7 км к востоку от села. Вдоль села тянутся каналы Баршитатаул и Эльдергитаул.

## История

### Древняя история
Село расположено в черте ареала распространения Каякентско-Харачоевской культуры.

### Название
По данным профессора С.Ш.Гаджиевой, кумыкский аул Каякент был известен в давние времена под названием «Гамри». В позднем средневековье (XV век) в Южную Кумыкию заселяются огузские племена, которые стали жить вместе с кумыками и смешиваться с ними. По мнению С.Ш.Гаджиевой, нынешнее название села происходит от огузского этнонима «кайы» — названия одного огузско-туркменского племени, принимавшего участие в отдалённом прошлом и в формировании многих тюркоязычных и даже ираноязычных народов Средней и Малой Азии и Кавказа.
Ещё позднее в аул были заселены таты — выходцы из Кубинского ханства (сёла Зарат, Дере-зарат, Лагич, Абил и Чари). Жители аула до сих пор различают старую и новую часть аула. Старую часть Каякента в отличие от «новой» называют еще «Мина-Къайы-гент», т. е. «Первоначальный Каякент. Большая часть жителей считается по происхождению терекемейцами.
Каякент входил в Утамышский султанат, а после разорения Утамыша войсками Петра I и ликвидации султаната вошёл в состав Кайтагского уцмийства.
По данным профессора А. К. Аликберова, в начале новой эры на месте Каякета находился населённый пункт Уллу Хамрин.
До 12 сентября 1957 года Каякент был центром Каякентского района.

## Население
| 1895    | 1926  | 1939  | 1970  | 1989  | 2002    | 2010    |
| ------- | ----- | ----- | ----- | ----- | ------- | ------- |
| 2050    | ↗2166 | ↗3003 | ↗4291 | ↗6426 | ↗11 027 | ↗11 144 |
| 2021    |       |       |       |       |         |         |
| ↗15 923 |       |       |       |       |         |         |

Национальный состав
По данным Всероссийской переписи населения 2021 года:
| №        | Национальность | Численность, чел. | Доля    |
| -------- | -------------- | ----------------- | ------- |
| 1        | кумыки         | 14 790            | 92,88 % |
| 1.000001 | не указавшие   | 15                | 0,09 %  |
| 1.000002 | прочие         | 1118              | 7,02 %  |
| 1.000003 | всего          | 15 923            | 100 %   |